# Шурасена

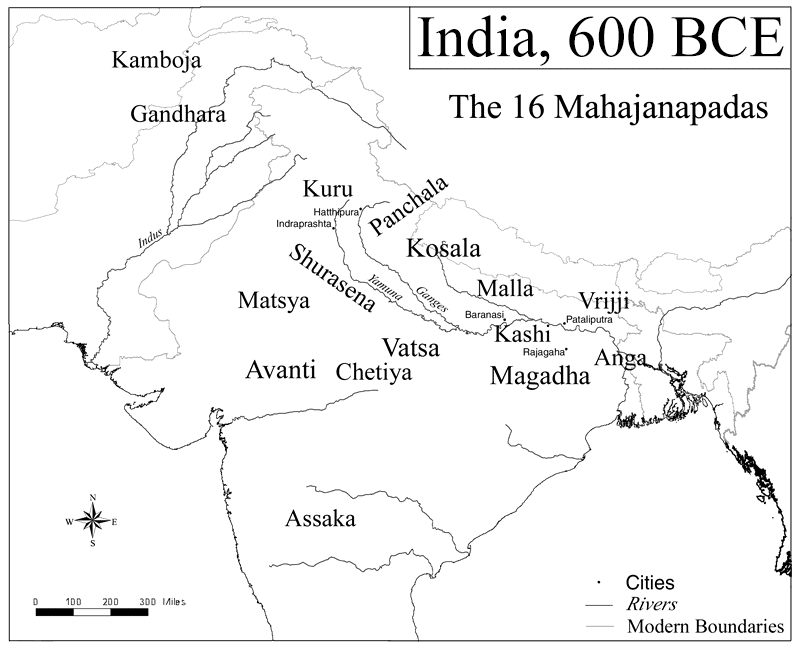
Магаджанапади

Шурасена (Śūrasena IAST) — царство в Стародавній Індії. Територія відповідає сучасному Браджу, регіону в Уттар-Прадеші. Столиця царства була в Матхурі. Згідно з буддійським текстом «Ангуттара-нікая», у VI столітті до н. е. Шурасена була однією з шістнадцяти магаджанапад.
За традицією свою назву царство отримало на ім'я відомого правителя династії ядавів Шурасени. Його сином був Васудева, батько Крішни. У свій час тут правив Уграсена, батько Камса. Це була священна земля для Крішни, який народився тут і правив. У «Магабгараті» часто згадуються шурасени, населення цього царства. Їх підкорив Сагадева під час підготовки жертвопринесення раджасуя, на яке це плем'я з'явилося вже як данники. У битві на Курукшетрі шурасени виступали проти Пандавів і їх розгромив Юдгіштгіра, просочивши всю землю кров'ю цього племені.
Столиця царства Шурасена Матхура, розташована на березі річки Ямуна, є священним місцем для індусів.